# Tillus elongatus
Espèce
Tillus elongatus est une espèce d'insectes coléoptères de la famille des Cleridae.

## Description
Femelle au prothorax rouge, mâle entièrement noir.

## Répartition
De l'Espagne à la Scandinavie.

## Biologie
Sa larve se nourrit d’insectes xylophages de la famille des Anobiidae (surtout l’espèce Ptilinus pectinicornis et les membres du genre Anobium) et son habitat est contraint à celui de ses proies. On le trouve en général sur des troncs de feuillus morts,.

## Synonymes
- Chrysomela elongatus Linnaeus, 1758
- Lagria ruficollis Herbst, 1758
- Lagria marchiae Gmelin, 1788
- Lagria ater Fabricius, 1792
- Cylinder coeruleus Voet, 1806
- Tillus aterrimus Eschscholtz, 1818
- Tillus niger Ragusa, 1896